# اندی کینگ (بازیکن فوتبال، زاده ۱۹۷۰)
اندی کینگ (انگلیسی: Andy King؛ زادهٔ ۳۰ مارس ۱۹۷۰) بازیکن فوتبال اهل بریتانیا است.
از باشگاه‌هایی که در آن بازی کرده‌است می‌توان به باشگاه فوتبال آکسفورد سیتی و باشگاه فوتبال ردینگ اشاره کرد.